# Macintosh Color Classic
A Macintosh Color Classic asztali számítógépet 1993. február 10. és 1994. május 16. között 15 hónapon, a Macintosh Color Classic II asztali számítógépet 1993. október 21. és 1994. május 10. között 7 hónapon keresztül gyártotta és forgalmazta az Apple. Mindkét gép a Compact Macintosh számítógép-családba tartozott.

## Története
A Color Classic megegyezett a Classic II-vel, de a képernyője színes volt – innen az elnevezése. A Color Classic bevezető ára 1390 dollár volt. A Color Classic-ot az Apple akkor második legfontosabb piacán, Japánban mutatta be egyszerre a Macintosh LC III, Centris 610 és 650, Macintosh Quadra 800 és a PowerBook 165c gépekkel, az Apple történetében ez volt az egyik legtöbb számítógépet bemutató rendezvény.

A csak Japánban kiadott Macintosh Color Classic II (bemutatva: 1993. október 21.) az eredeti Color Classic továbbfejlesztése volt, megduplázták a processzorsebességet 33 MHz-re, ahogy a rendszerbusz sebessége is duplázódott 33 MHz-re. A gép sztereó hangkimenetet kínált.

## Technikai leírás
A bézs színű gép súlya 10,2 kg, magassága 368 mm, szélessége 251 mm és mélysége 320 mm volt. A Color Classic számítógépet egymagos 16 MHz-es Motorola 68030 processzor vezérelte (L1 cache: 0,5kB), a rendszerbusz 16 MHz-en működött. Az adatokat a 40MB belső merevlemezre lehetett elmenteni. Külső adattárolási lehetőséget az 1,44-es hajlékonylemez meghajtó (floppy-drive) kínált. A gépet System 7.1 operációs rendszerrel szállította az Apple. A gép bemutatásakor az alapkiépítésben 4MB (100ns) memóriát tartalmazott, maximálisan 10MB (100ns) kezelésére volt képes a gyári specifikáció szerint, a bővítéshez 2 hely (slot) állt rendelkezésre. A számítógépnek 10 inches-es, 76 ppi-s, 512x384 képpont felbontásra képes kijelzője volt. A külső kijelzőt 256kB videó-memória támogatta. Csatlakozók: két ADB, két soros port, egy DB-25 SCSI-hoz, egy 3,5 mm-es jack audió bemenet, egy 3,5 mm-es jack audió kimenet. A gép bővíthetőségét szolgálta egy LC PDS bővítőhely. Külső SCSI merevlemez csatlakoztatására is volt lehetőség.

## A számítógép adatai
A táblázat nem tartalmazza az összes műszaki paramétert. Az egyes modelleknél a bemutatáskor érvényes adatokat soroljuk fel, a későbbi frissítéseket nem. Az eszköz technikai paraméterei a MacTracker alkalmazásból származnak.
| Gép nevebemutatva kivezetve                   | Méretmagasság szélesség mélység súlySzín | Processzorprocesszor órajel, mag L1 és L2 cache társprocesszor | Háttértármerevlemezkülső adathordozó | Eredeti operációs rendszer | Memóriaalap max. @sebességhely | Kijelzőmérete felbontása        | Grafikakártyamemória kimenet | CsatlakozókEthernet, ADB, soros, SCSI, párhuzamos, FDD, kijelző, hang be/ki, belső mikrofon, hangszóró                        | Bővíthetőségkártyahelybelső öbölkülső csatlakozó |
| --------------------------------------------- | ---------------------------------------- | -------------------------------------------------------------- | ------------------------------------ | -------------------------- | ------------------------------ | ------------------------------- | ---------------------------- | --- | ------------------------------------------------ |
| Color Classic1993. febr. 10. 1994. máj. 16.   | 368 mm 251 mm 320 mm 10,2 kg bézs        | Motorola 68030 @16 MHz és 1 mag L1 0,5kB,                      | 40MB HDD 1,44 floppy                 | System 7.1                 | 4MB max: 10MB @100ns2 hely     | 10 inch, 76 ppi 512x384 képpont | 256kB                        | * 2 ADB * 2 soros * 1 D–25 (SCSI) * 1 3,5 jack audió be * 1 3,5 jack audió ki * beépített hangszóró                           | * 1 LC PDS* SCSI (külső)                         |
| Color Classic II1993. okt. 21. 1994. máj. 10. | 368 mm 251 mm 320 mm 10,2 kg bézs        | Motorola 68030 @33 MHz és 1 mag L1 0,5kB,                      | 80MB HDD 1,44 floppy                 | System J-7.1               | 4MB max: 36MB @100ns1 hely     | 10 inch 512x384 képpont         | 256kB (MT)                   | * 2 ADB * 2 soros * 1 D–25 (SCSI) * 1 DB-15 (külső monitor) * 1 3,5 jack audió be * 1 3,5 jack audió ki * beépített hangszóró | * 1 LC PDS* SCSI (külső)                         |

## Compact Macintosh számítógépek az időben
| A Compact Macintosh számítógépek az idővonalon |
| --- |
| A színek kezdete a bemutató időpontja, a forgalmazás több esetben is hónapokkal később kezdődött. Megeshet, hogy egy csík végét kitakarja egy másik csík eleje. Előfordul, hogy a gyártás befejezését követően még egy ideig forgalomban marad a gép adott verziója. A hardver szempontjából az Apple számítógépekhez tartozó Macintosh XL-t a gép nevében szereplő "Macintosh" szó miatt tüntettük fel. |